# Arminio (Biber)
Pour les articles homonymes, voir Arminio.
Personnages
- Arminio (basse)
- Giulia (soprano)
- Caligura (alto)
- Nerone (ténor)
- Segesta (soprano)
- Germanico (ténor)
- Climmia (ténor)
- Erchino (ténor)
- Claudia (soprano)
- Tiberio (basse)
- Seiano (basse)
- Vitelio (alto)

Arminio, ossia chi la dura la vince (« Arminio ou Qui résiste, vaincra ») est l'unique opéra conservé du compositeur Heinrich Biber, créé à Salzbourg le 9 décembre 1690 et en 1692. Le livret en italien est probablement de Francesco Maria Raffaellini.
L'œuvre porte le numéro C 51 dans le catalogue de ses œuvres établi par le musicologue américain Eric Thomas Chafe.

## Discographie
- Barbara Schlick, soprano ; Xenia Meijer, mezzo-soprano ; Gerd Türk, ténor ; Bernhard Landauer, contre-ténor ; Gotthold Schwarz, basse ; Salzburger Hofmusik, dir. Wolfgang Brunner, (9-12 avril 1994, CPO) (OCLC 33321345)